# Almazy
Almazy (Алмазы) è un film del 1947 diretto da Ivan Konstantinovič Pravov e Aleksandr Olenin.